# Zlatna arena za najbolju sporednu mušku ulogu
Zlatna arena za najbolju sporednu mušku ulogu nagrada je koja se dodjeljuje najboljim sporednim glumcima na Festivalu igranog filma u Puli. Zlatne arene ustanovljene su 1955. godine kao jugoslavenske nacionalne filmske nagrade koje su se svake godine dodjeljivale na Festivalu igranog filma u Puli, a dodjeljivale su se u konkurenciji šest republičkih (i dviju pokrajinskih) kinematografija bivše Jugoslavije. Od onda se dodjeljuju svake godine (uz iznimku 1994. godine kada je dodjela bila otkazana).
Budući da svaki Festival igranog filma u Puli uključuje prikazivanje svih lokalno produciranih filmova napravljenih u proteklih 12 mjeseci (što je moguće zbog relativno malog broja filmova lokalne filmske industrije), svatko uključen u njihovo stvaranje smatra se automatski kvalificiranim za Zlatnu arenu. Stoga ne postoje popisi nominiranih nalik onima za Akademijinu nagradu koji se objavljuju prije aktualne ceremonije dodjele nagrada, no na nekim izdanjima festivala dodijeljene su nagrade za druga mjesta nazvane Srebrna arena.
Nagrade dodjeljuje ocjenjivački sud od pet ili šest članova koji se obično sastoji od istaknutih filmaša i filmskih kritičara.

## Popis dobitnika
Sljedeći popis navodi dobitnike Zlatne arene za najbolju sporednu mušku ulogu na Festivalu igranog filma u Puli.

### Za vrijeme socijalističke Jugoslavije (1955. – 1990.)
| Godina | Dobitnik                                                               | Originalni naslov                                   |
| ------ | ---------------------------------------------------------------------- | --------------------------------------------------- |
| 1955.  | Stane Potokar                                                          | Trenutki odločitve                                  |
| 1956.  | Rade Marković, Jozo Laurenčić                                          | Šolaja, Veliki i mali                               |
| 1957.  |                                                                        | nije dodijeljena                                    |
| 1958.  | Antun Vrdoljak, Milan Srdoč, Milorad Majić                             | H8, Četiri kilometra na sat                         |
| 1959.  | Milan Milošević                                                        | Vlak bez voznog reda                                |
| 1960.  | Branko Tatić                                                           | Deveti krug, Tri Ane                                |
| 1961.  |                                                                        | nije dodijeljena                                    |
| 1962.  |                                                                        | nije dodijeljena                                    |
| 1963.  | Rade Marković (Srebrna arena)                                          | Radopolje                                           |
| 1964.  | Vojo Mirić (Srebrna arena)                                             | Službeni položaj                                    |
| 1965.  | Janez Vrhovec (Srebrna arena)                                          | Čovek nije tica                                     |
| 1966.  | Bekim Fehmiu (Srebrna arena)                                           | Vreme ljubavi, Roj                                  |
| 1967.  | Bekim Fehmiu (Srebrna arena)                                           | Skupljači perja, Protest                            |
| 1968.  | Branko Pleša (Srebrna arena)                                           | Pre istine                                          |
| 1969.  | Danilo Stojković (Srebrna arena)                                       | Zazidani                                            |
| 1970.  | Adam Čejvan (Srebrna arena)                                            | Lisice                                              |
| 1971.  | Boris Dvornik (Srebrna arena)                                          | U gori raste zelen bor, Opklada                     |
| 1972.  | Vladimir Popović (Srebrna arena)                                       | Živjeti za inat                                     |
| 1973.  | Ivica Vidović (Srebrna arena)                                          | Kužiš stari moj                                     |
| 1974.  | Boris Buzančić (Srebrna arena), Abdurrahman Shala (epizodna uloga)     | Užička republika, Derviš i smrt                     |
| 1975.  | Nikola Simić (Srebrna arena), Ljubiša Samardžić (epizodna uloga)       | Hitler iz našeg sokaka, Crvena zemlja Doktor Mladen |
| 1976.  | Miodrag Radovanović (Srebrna arena), Veljko Mandić (epizodna uloga)    | Salaš u malom ritu, Vrhovi zelengore                |
| 1977.  | Zvonko Lepetić (Srebrna arena), Ljubiša Samardžić (epizodna uloga)     | Ludi dani, Specijalno vaspitanje                    |
| 1978.  | Zoran Radmilović (Srebrna arena), Stevan Gardinovački (epizodna uloga) | Paviljon VI, Stići pre svitanja                     |
| 1979.  | Abdurrahman Shala (Srebrna arena)                                      | Era e lisi                                          |
| 1980.  | Aleksandar Berček                                                      | Ko to tamo peva                                     |
| 1981.  |                                                                        | nije dodijeljena                                    |
| 1982.  | Milan Štrljić                                                          | Savamala                                            |
| 1983.  | Zijah Sokolović                                                        | Zadah tela                                          |
| 1984.  | Fabijan Šovagović                                                      | Ambasador                                           |
| 1985.  | Božidar Bunjevac                                                       | Ovni in mamuti                                      |
| 1986.  | Duško Kustovski                                                        | Srećna nova '49                                     |
| 1987.  | Petar Božović                                                          | Već viđeno                                          |
| 1988.  | Ljubiša Samardžić                                                      | Kuća pored pruge                                    |
| 1989.  | Fabijan Šovagović                                                      | Čovjek koji je volio sprovode                       |
| 1990.  | Zaim Muzeferija                                                        | Stanica običnih vozova                              |

### Za samostalne Hrvatske (1992.–danas)
| Godina | Dobitnik                                     | Originalni naslov                            |                                              |
| ------ | -------------------------------------------- | -------------------------------------------- | -------------------------------------------- |
| 1991.  | Festival je bio otkazan.                     | Festival je bio otkazan.                     | Festival je bio otkazan.                     |
| 1992.  | Damir Lončar                                 | Luka                                         |                                              |
| 1993.  |                                              | nije dodijeljena                             |                                              |
| 1994.  | Ceremonija dodjele nagrada bila je otkazana. | Ceremonija dodjele nagrada bila je otkazana. | Ceremonija dodjele nagrada bila je otkazana. |
| 1995.  | Mustafa Nadarević                            | Isprani                                      |                                              |
| 1996.  | Josip Genda                                  | Sedma kronika                                |                                              |
| 1997.  | Drago Krča                                   | Božić u Beču                                 |                                              |
| 1998.  | Ivo Gregurević                               | Tri muškarca Melite Žganjer                  |                                              |
| 1999.  | Ante Vican                                   | Crvena prašina                               |                                              |
| 2000.  | Dejan Aćimović                               | Je li jasno, prijatelju?                     |                                              |
| 2001.  |                                              | nije dodijeljena                             |                                              |
| 2002.  | Ivica Vidović                                | Fine mrtve djevojke                          |                                              |
| 2003.  | Danko Ljuština                               | Konjanik                                     |                                              |
| 2004.  | Vili Matula                                  | Sto minuta Slave                             |                                              |
| 2005.  | Dragan Despot                                | Pušča bistra                                 |                                              |
| 2006.  | Emir Hadžihafizbegović                       | Karaula                                      |                                              |
| 2007.  | Borko Perić                                  | Živi i mrtvi                                 |                                              |
| 2008.  | Leon Lučev                                   | Nije kraj                                    |                                              |
| 2009.  | Nikša Butijer                                | Crnci                                        |                                              |
| 2010.  | Bogdan Diklić                                | Sedamdeset i dva dana                        |                                              |
| 2011.  | Boris Buzančić                               | Kotlovina                                    |                                              |
| 2012.  | Mate Gulin                                   | Pismo Ćaći                                   |                                              |
| 2013.  | Nikša Butijer                                | Svećenikova djeca                            |                                              |
| 2014.  | Igor Kovač                                   | Kosac                                        |                                              |
| 2015.  | Dado Ćosić                                   | Zvizdan                                      |                                              |
| 2016.  | Goran Navojec                                | Sve najbolje                                 |                                              |
| 2017.  | Dejan Aćimović                               | Ustav Republike Hrvatske                     |                                              |
| 2018.  | Borko Perić                                  | Osmi povjerenik                              |                                              |
| 2019.  | Borko Perić                                  | General                                      |                                              |
| 2020.  | Leon Lučev                                   | Ribanje i ribarsko prigovaranje              |                                              |
| 2021.  |                                              | nije dodijeljena                             |                                              |
| 2022.  | Ljubo Zečević                                | Nosila je rubac črleni                       |                                              |
| 2023.  | Krešimir Mikić                               | Escort                                       |                                              |
| 2024.  | Boris Isaković                               | Svemu dođe kraj                              |                                              |
| 2025.  | Andrija Žunac                                | Zečji nasip                                  |                                              |

### Najnagrađivaniji glumci u ovoj kategoriji (1955.-danas)
| Br. nagrada | Dobitnik          | Godine           |
| ----------- | ----------------- | ---------------- |
| 3           | Ljubiša Samardžić | 1975, 1977, 1988 |
| 3           | Borko Perić       | 2007, 2018, 2019 |
| 2           | Rade Marković     | 1956, 1963       |
| 2           | Bekim Fehmiu      | 1966, 1967       |
| 2           | Abdurrahman Shala | 1974, 1979       |
| 2           | Fabijan Šovagović | 1984, 1989       |
| 2           | Ivica Vidović     | 1973, 2002       |
| 2           | Boris Buzančić    | 1974, 2011       |
| 2           | Nikša Butijer     | 2009, 2013       |
| 2           | Dejan Aćimović    | 2000, 2017       |
| 2           | Leon Lučev        | 2008, 2020       |

### Najnagrađivaniji glumci u sve tri glumačke kategorije (1954. – danas)*
| Br. nagrada | Dobitnik               | Godine                                   |
| ----------- | ---------------------- | ---------------------------------------- |
| 6           | Ljubiša Samardžić      | 1973., 1975., 1977., 1980., 1982., 1988. |
| 5           | Ivo Gregurević         | 1998., 1999., 2002., 2005., 2014.        |
| 4           | Ljuba Tadić            | 1956., 1964., 1968., 1975.               |
| 4           | Rade Šerbedžija        | 1978., 1986., 2010., 2020.               |
| 4           | Filip Šovagović        | 1995., 1998., 2001., 2015.               |
| 4           | Leon Lučev             | 2008., 2013.*, 2020., 2024.              |
| 3           | Bata Živojinović       | 1965., 1967., 1972.                      |
| 3           | Rene Bitorajac         | 2009., 2012., 2021.                      |
| 3           | Boris Dvornik          | 1969., 1971., 1979.                      |
| 3           | Emir Hadžihafizbegović | 2006., 2007., 2015.                      |
| 3           | Krešimir Mikić         | 2006., 2019., 2023.                      |
| 3           | Borko Perić            | 2007., 2018., 2019.                      |
| 2           | Pavle Vuisić           | 1958., 1977.                             |
| 2           | Miki Manojlović        | 1983., 1985.                             |
| 2           | Ilija Ivezić           | 1993., 2000.                             |
| 2           | Antun Vrdoljak         | 1958., 1960.                             |
| 2           | Danilo Stojković       | 1969., 1984.                             |
| 2           | Mustafa Nadarević      | 1988., 1995.                             |
| 2           | Bogdan Diklić          | 2010., 2013.                             |
| 2           | Rade Marković          | 1956., 1963.                             |
| 2           | Bekim Fehmiu           | 1966., 1967.                             |
| 2           | Abdurrahman Shala      | 1974., 1979.                             |
| 2           | Fabijan Šovagović      | 1983., 1989.                             |
| 2           | Ivica Vidović          | 1973., 2002.                             |
| 2           | Boris Buzančić         | 1974., 2011.                             |
| 2           | Nikša Butijer          | 2009., 2013.                             |
| 2           | Dejan Aćimović         | 2000., 2017.                             |

- Godine u masnom označavaju nagrade u kategoriji najbolje glavne muške uloge.
- Godine u kurzivu označavaju nagrade u kategoriji glumačkog ostvaranje u manjinskoj koprodukciji.

- Godine u masnom označavaju nagrade u kategoriji najbolje glavne muške uloge.
- Godine u kurzivu označavaju nagrade u kategoriji najbolje uloge u manjinskoj koprodukciji.
- 1957. godine dodijeljene su dvije nagrade pod nazivom "Druga i treća glumačka nagrada", a dobili su ih Rade Marković i Mihajlo Viktorović.
- 1962. godine dodijeljene su dvije glumačke nagrade pod nazivom "Glumačke nagrade", a dobili su ih Bata Živojinović i Ljubiša Samardžić.

## Vanjske poveznice
- Web arhiv 1954–2010 na službenim stranicama Festivala igranog filma u Puli (hrv.)